# Gardenie
Gardenie – stacja na linii C metra rzymskiego. 
Znajduje się na Piazzale delle Gardenie, w sąsiedztwie Viale della Primavera, na granicy między dzielnicami Prenestino-Centocelle i Prenestino-Labicano.

## Historia
Budowa rozpoczęła się w kwietniu 2007 i zakończyła się w styczniu 2015. Ukończona i przekazana rzymskiemu przedsiębiorstwu transportu publicznego ATAC na wstępne ćwiczenia w dniu 12 maja 2015, stacja została udostępniona publicznie w dniu 29 czerwca 2015 wraz z innymi stacjami odcinka Mirti-Lodi.